# 원자력진흥종합계획
원자력진흥종합계획(Comprehensive Nuclear Energy Promotion Plan)은 대한민국에서 원자력 이용 정책을 체계적으로 추진하기 위해 수립하는 계획을 말한다.
원자력진흥종합계획은 「원자력진흥법」 제9조(원자력진흥종합계획의 수립)에 근거하여 국가원자력 이용정책을 일관되고 체계적으로 추진하기 위해 1997년부터 매 5년마다 수립한다. 원자력진흥종합계획은 미래 사회 전망과 원자력 이용개발 환경 분석을 토대로 국가 원자력정책의 장기 비전 및 기본방향을 설정하고 있다. 

## 개요
2017년 기준으로, 진행 중인 원자력진흥종합계획은 '제5차 원자력진흥종합계획'으로서, 2017년부터 2021년까지 향후 5년 동안 장기 비전 달성을 위해 진행될 추진방향과 전략을 제시하고 있다.
지난 1~4차 계획 수립과 달리 제5차 계획은 미래부·산업부·외교부가 공동 수립하여 관계부처의 소관사항 추진계획이 상호 연계하는 종합계획으로 기획하였다. 또한 토론회, 공청회 등을 개최하여 정부관계자, 전문가, 일반인들의 다양한 의견수렴을 바탕으로 수립되었다. 
국내외 원자력정책 환경 변화를 살펴보면, 후쿠시마 원전사고이후 안전에 대한 국제적 관심이 고조됨에 따라 안전성 향상에 대한 연구와 제3세대 및 소형 원전의 도입이 본격화될 것으로 예상되고, 고준위방사성폐기물 처분시설 건설 및 고속로 개발이 진전을 보이고 있다. 또한, 신기후체제 출범으로 전 세계적으로 온실가스 감축 노력이 가속화되어 원전의 평화적 이용이 점차 늘고 있는 것과 동시에 국제 핵안보체제 강화 및 동참 요구 역시 증가하고 있다. 특히 경주지진으로 국민의 원전 안전에 대한 우려가 증가함에 따라 원자력 정책 결정 시 소통의 중요성이 점차 강조되고 있다. 또한, 2016년에 발표된 ‘고준위방사성폐기물 관리기본계획’에 따라 사용후핵연료 정책추진과 기술개발을 위한 여건이 조성되고 있다.
제5차 계획은 제4차 계획과 연속성을 유지하면서 새로운 환경 변화를 반영하여 국민이 안심할 수 있는 수준의 안전을 확보하고, 끊임없는 역량강화를 통해 미래의 경쟁 우위를 선점하고, 원자력 산업의 체질 개선으로 세계시장을 선도할 수 있도록 지속적인 성장 동력을 창출하는 한편, 신기후체제에서 원자력의 위상을 높이면서 소통과 협력 확대로 원자력 이용의 신뢰를 증진하는 정책 방향을 추구하고 있다. 
2050년까지 안전하고 친환경적인 원자력 이용개발을 통한 우리 사회의 지속가능한 발전을 이룬다는 비전 아래, 제5차 계획은 8대 전략 아래, 20개의 중점 전략 과제를 추진한다.
| 8대 전략                                                  | 20개 중점 추진 과제 |
| --------------------------------------------------------- | --- |
| 1. 최상의 원자력 안전 확보                                | 1-1. 복합재난 및 사고위험의 선제적 대응체제 구축 1-2. 원전 안전 및 운전 신뢰도의 지속적 향상 1-3. 국민이 신뢰하는 방사선 안전 및 방호체계 확립 |
| 2. 사용후 핵연료 안전관리 및 원전 사후처리 기반 적기 구축 | 2-1. 사용후핵연료 및 방사성폐기물 관리시설 적기 확보 2-2. 환경친화적 사용후핵연료 안전관리기술 확립 2-3. 원자력시설 해체산업 육성              |
| 3. 미래 수요에 부응하는 도전적 연구개발 촉진              | 3-1. 신기술 융합·접목을 통한 새로운 원자력 영역 개척 3-2. 온실가스 감축수단으로서 원자력기술 확산                                              |
| 4. 지속적 성장기반 확보                                   | 4-1. 원자력 인력양성 및 인력수급 컨트롤 타워 구축 4-2. 창의적이고 도전적인 원자력R&D 혁신체제 구축                                             |
| 5. 원자력산업 경쟁력 강화                                 | 5-1. 원전산업 생태계 조성·확장 5-2. 원자력수출 포트폴리오 완성 및 수출지원 개선                                                                |
| 6. 방사선 이용‧개발의 부가가치 증대                       | 6-1. 방사선 원천기술 확보 6-2. 방사선 의료·바이오 신시장 창출 6-3. 방사선 인프라 고도화 및 기업지원 확대                                       |
| 7. 소통에 의한 원자력 정책 추진                           | 7-1. 원자력 정책에 대한통․상생협력 전개 7-2. ㅂ원자력 갈등관리를 위한 소통 프로그램 운영                                                       |
| 8. 국제사회 기여 확대 및 투명성 증진                      | 8-1. 국제 원자력사회 기여와 역할 확대 8-2. 원자력 국제협력 파트너십 강화 8-3. 원자력 국제협력 인프라 확충                                      |

## 주요 세부 전략

### 원자력 안전 및 원전산업진흥
제5차 원자력진흥종합계획에서는 원자력의 최우선 과제인 최상의 원자력 안전 확보와 원자력산업의 경쟁력 강화를 위한 전략을 추진한다. 
먼저, 복합 재난 및 사고위험의 선제적 대응체제 구축을 위한 과제들을 추진한다. 구체적으로, 지진 등에 의한 극한재해 비상대응 능력 향상을 위해 원전 비상대응 능력 강화 및 정밀점검을 확대 추진하고, 사고관리계획서 제출 등 안전관리 강화조치를 이행하게 한다. 극한 환경 하에서 중대사고 배제 및 완화기술을 개발하여 후쿠시마 사고와 같은 예상치 못한 원전 중대사고에 대응할 수 있는 심층방어 강화 원천기술을 개발하고, 방사성물질 무방출(zero-release) 구현을 위한 피동안전개념 및 중대사고 배제기술을 개발한다. 또한 원전 보안‧방호 역량 강화를 위해 물리적 방호설비의 성능과 유효성을 평가하여 개선하고 사이버보안사고 예방·대응 및 복구체계를 구축할 계획이다.
실효성 있는 원전안전 및 운전 신뢰도의 지속적 향상을 추구한다. 이를 위해 원전안전 선진 운영체계를 구축하여 원전 안전·투명 강화를 위한 실효성 있는 제도를 마련·이행하고 주요 원전설비에 대한 선제적 교체, 유지·보수 체계 강화 등을 통해 고장·정지를 최소화할 것이다. 원전 핵심설계코드 고도화 및 고유화와 기기·구조물 상시 안전점검 및 고장예방 기술개발을 통해 원전운영 기술현안을 발굴하여 적기에 대처하게 한다. 주요설비·부품의 열화 평가 등 종합 안전성 평가를 통해 가동원전의 안전성 및 운전 신뢰도 증진을 위한 기술역량을 강화한다. 
또한, 원전지역 방사선 영향에 대한 과학적인 실증 데이터베이스의 구축, 국가 방사선 재난 대응역량 확충, 인접국 방사선사고까지 고려하여 육상·해상·공중 연계 복합 환경감시 체계를 확립해 국민이 신뢰하는 방사선 안전 및 방호체계를 확립한다. 이를 통해 원전의 필수 과제라 할 수 있는 안전성 확보의 실질적 체계를 마련할 것이다.
원전산업 생태계 조성·확장을 위해 국내 원전 기자재 산업 생태계의 자생력을 강화하고 중소·중견기업의 시장 참여 기회를 확대하며 대기업·중소·중견기업 간 공급망을 구축·정착화하여 활용할 것이다. 또한 안정화된 원전산업 생태계를 바탕으로, 원자력수출 포트폴리오를 완성하고 수출 지원 개선을 위한 과제가 추진된다. 이를 위해, 전력망 규모에 맞는 수출노형을 개발하여  원전수출 경쟁력을 높이고 지역·국가별 맞춤형 수출전략을 전개한다. 
또한, 다양한 해외수요에 적합한 맞춤형 연구로 공급을 추진하고 연구로 관련 이용설비, 파생기술, 관련 서비스 용역 수출 추진을 통해 국제경쟁력 제고 및 단위기술 대상의 틈새시장을 개척할 것이다. 더불어 해외 원전기업과 전략적 제휴와 다양한 비즈니스 모델의 개발로 원전 수출 촉진을 위한 비즈니스 환경을 개선할 것이다.

### 방폐물 안전관리 및 원전 사후관리
사용후핵연료의 포화가 가시화되고 안전관리에 대한 국민적 관심이 증대됨에 따라, 2016년 7월 정부는 ‘고준위방사성폐기물 관리기본계획’을 수립해 발표했다. 이 기본계획에 따라 사용후핵연료 및 고준위 방사성폐기물의 중간저장시설·영구처분시설 및 지하연구시설 확보, 운반·저장·처리·처분 기술개발 등을 수행해야 한다. 또한, 2017년 6월에 국내 최초 원전인 고리1호기가 영구 정지에 들어가므로, 원전해체를 위한 기술 및 사업 역량 확보 필요성이 대두되었다. 따라서 본 계획은 사용후핵연료 안전관리 및 원전 사후처리 기반 적기 구축을 목표로 과제를 추진한다.
가장 중점적으로 추진되어야 할 과제는 사용후핵연료 및 방사성 폐기물 관리시설 적기 확보이다. 원자력산업계는 국가 책임 하에 사용후핵연료 관리를 위한 다양한 옵션을 타진하여 최적의 방안을 확보할 의무가 있다. 따라서 국제 핵비확산 규범을 준수하는 선택 가능한 기술적 방안(직접처분, 처리 후 처분, 위탁재처리, 국제공동저장·처분 방식 등)에 대한 기술 개발이 진행된다. 
특히 사용후핵연료 방사성독성 및 부피감소를 위한 건식처리기술의 타당성 확인이 2020년까지 한미공동연구로 수행되고, 이와 병행해 고준위방사성폐기물 영구처분을 위한 처분시스템 개발 연구도 진행한다. 기술적 방안 도출과 검증 후, 최적관리방안은 안전성·경제성, 국내외 여건 등을 감안하여 2030년대에 원자력진흥위원회에서 결정할 예정이다. 
처리·처분 기술 개발 및 관리기술의 개발과 함께 안전성이 입증된 고준위방사성폐기물 관리시설과 고준위방사성폐기물 처분시설의 확보도 진행한다. 제 5차 계획기간(’17년~ ’21년) 내에 선정 절차를 착수하여 2028년까지 고준위방사성폐기물 처분시설 부지를 확보하는 것이 목표이다. 중·저준위 방사성폐기물 처분시설 확충을 위해서는 12.5만 드럼 규모의 표층처분시설을 계획기간 내 완료하여 2단계 사업을 완성할 계획이다. 
환경 친화적 사용후핵연료 안전관리기술 확립은 중간저장시설·영구처분시설의 효율적 활용과 사용후핵연료·방사성폐기물의 안전한 보관을 위해 필수적이다. 이를 위해, 사용후핵연료의 운반 및 건식저장시설, 운영기술 확보·인허가 추진, 사용후핵연료 관리 표준시스템 개발로 신뢰성 높은 사용후핵연료의 안전관리 체계를 구축할 것이다. 
대한민국 원자력시설 해체산업은 고리1호기를 국내원전해체 모델로 정립·활용을 통해 이루어질 것이다. 고리1호기는 즉시해체 방식을 선택해, 원전사업자를 중심으로 해체 세부계획을 수립한 후, 전문기업을 활용해 해체를 추진한다. 또한, 국제 경쟁력을 갖는 해체기술 개발 선도를 위한 프로젝트와 해체산업 생태계 조성을 통해 가까운 미래 형성될 원자력 해체산업 시장에 진출할 계획이다. 

### 미래전략기술 개발 및 기반 구축
제5차 원자력진흥종합계획 중 미래전략기술 개발 전략은 미래전략기술을 개발하고, 그 기반을 구축하는 것으로 미래 수요에 부응하는 도전적 연구개발을 촉진하고 지속적 성장을 위한 기반을 확보하는 것이다. 이를 통해, 원자력산업이 미래사회 수요전망에 적절히 대응하고 우리사회의 지속가능한 발전에 기여할 수 있도록 한다는 것이 기본방향이다. 
미래전략기술 개발을 위해서 먼저 신기술 융합·접목을 통한 새로운 원자력 영역 개척이 필요하다. 인공지능, 빅 데이터, 3D 프린팅, 로봇 등 제4차 산업혁명을 견인하는 신기술과의 적극적 융합을 도모하고 첨단 계산과학(computational science)에 기반을 둔 가상원자로(virtual reactor)를 개발한다. 원자력 기초·기반연구 및 실증역량 선진화로 산업경쟁력을 향상하기 위해 핵자료 생산, 소재 개발, 해석 체계, 실증 등 연구개발 및 기반 구축을 추진하고 상용경수로에서 개발되는 안전기술을 제4세대 원전으로 확장한다. 공고해진 원자력 산업기반을 바탕으로, 원자력 영역을 새롭게 개척해 新수요를 창출하고 극한 환경, 온실가스 감축 등 미래사회 수요전망에 기반을 두는 중장기적인 기술 역량을 확보하고자 한다. 
그리고 소형원전 기술과 조선 산업의 모듈기술을 접목한 새로운 플랜트 개념으로 북극항로 개척, 오지 및 해양·해저 자원개발 분야의 에너지원인 '해양 원자력시스템'을 개발한다. 특히, 온실가스 감축 수단으로서 원자력 기술 확산을 위해 가동 원전의 이용률 증진 및 신규원전 건설을 통한 온실가스 감축목표 달성에 기여하고, 수소경제에 대비한 안정적 수소 공급 역량 확보, 미래 중소형 원전시장 대비를 위한 소형로(SMR) 혁신요소기술 개발 등과 관련된 과제들을 추진할 것이다.  
기존 원자력산업의 발전을 위한 기술개발과 개발된 미래전략기술의 안정화를 위해서는 지속적 성장기반이 마련되어야 한다. 미래전략기술 개발 및 기반 구축 과제를 통해 원자력 인력양성 및 인력 수급 컨트롤 타워를 구축하고 창의적이고 도전적인 원자력R&D 혁신체제를 구축함으로써 지속적 성장기반을 확보하고자 한다. 
특히, 원자력 전문 인력의 고령화·퇴직으로 신규 전문 인력확보가 현안으로 부상하고 있다. 이를 위해, 통합 인력수급 계획수립 및 국내 원자력교육 훈련기관간 역할 정립 등을 통한 통합조정 기능 강화, 전문분야별 맞춤형 인력양성 및 공급 프로그램의 시행, 국제수준에 부합하는 국제 교육훈련 프로그램의 개발 및 확산을 추진한다. 또한 창의적이고 도전적인 원자력R&D 혁신체제 구축을 위해 단순 추격연구에서 벗어나 창의성을 기반으로 하는 선도연구 중심으로 전환하며, 스타프로젝트, X-프로젝트를 추진하여 문제해결 및 한계 돌ㅇ파형 연구개발 지원체제를 강화한다. 그리고 R&D 혁신을 유도하고 성과를 창출하는 기획․평가 중점으로 운영하는 것과 부처공동의 연구기획 활성화와 연구개발 주체간 효율적 역할분담의 맞춤형 기획을 통해 기초기술에서 상용화로 이어지는 전주기적 연계·협업체계를 강화한다. 

### 방사선 이용 개발 촉진
제4차 원자력진흥종합계획의 방사선 산업 육성정책 추진으로 방사선 시장이 점차 성장(’11년 12.7조원→’14년 16.5조원)하고 있지만, 직접 생산규모가 약 4.2조원에 불과해 방사선 산업을 주력산업으로 육성하기에는 한계가 있다. 이는 방사선 산업 성장을 견인할 중견기업의 부족, 인력수급 불균형 등 산업 생태계 활력요인이 취약하기 때문이다. 따라서 방사선이용개발 촉진 계획은 방사선산업의 자생적 성장을 유도하기 위한 방사선 이용개발의 부가가치 증대를 목표로 한다. 방사선 원천기술 확보는 방사선 시장 선도를 위한 기술경쟁력을 확보하고, 방사선,산업 육성에 중추적 역할을 위한 핵심적인 사업이다. 세부적으로, ‘국가동위원소네트워크’를 활용해 동위원소 공급의 안정화를 도모하고, 고부가 방사성동위원소 생산·제품화 및 산업화 등 전주기에 걸친 동위원소 R&D 프로그램을 운영하여 동위원소 신산업 창출 및 국제경쟁력 확보에 기여할 것이다. 
방사성동위원소의 안정된 공급 체계와 방사선산업의 근간을 바탕으로 생명공학·소재·환경·육종 등 이종 분야 간 기술융합을 통한 방사선 응용산업을 육성하며, 중성자 및 양성자 기술을 소재·분석분야에 이용하여 방사선 응용산업을 확대한다. 그리고 세계 방사선 시장 선도를 위한 핵심 유망기술 확보를 지속적으로 진행한다. 고부가 가치의 국내개발 보안검색시스템 보급 및 X선·중성자복합 보안 검색기술, 차세대 핵의학 영상진단장치 등 영상기기 산업화를 추진하고, 고에너지·대출력 전자가속기 등과 같은 시장성과 국제경쟁력이 확보된 수출주도형 방사선 기기개발 사업을 진행한다. 
방사선 의료·바이오 신 시장 창출은 방사선시장의 성장에 촉매 역할을 할 것이다. 의료·바이오 분야의 방사선 기술개발을 지속적으로 추진하여 방사선 관련 신약개발을 위한 전주기 지원시스템을 확립한다. 제 5차 계획 동안 기초연구성과와 비임상·임상연구간 연계를 강화하여 방사선의료기술과 신약산업 성장 기반의 고도화에 집중한다. 또한, 융·복합 첨단 방사선 치료기술 개발과 질환 맞춤형 방사성의약품 신약 개발을 통해 의료·바이오 분야의 방사선기술 활용의 비중을 높여 고령화 사회의 의료복지 향상에 기여할 것이다. 
방사선산업의 자생적 성장은 방사선 인프라 고도화 및 기업지원 확대로부터 비롯된다. 이를 위해 방사선 신산업 창출을 위한 시설‧장비 구축 및 활용도를 제고하고, 방사선 정책기획 기능 강화, 기술 융합 및 성과확산을 지향하는 방향으로 기술개발 사업구조 재편, 방사선 산업현장 전문 인력 양성, 중소기업 현안 해결을 위한 지원체계 마련과 같은 기업지원 확대 사업을 추진한다. 

### 소통 및 국제 협력
2016년 9월 발생한 경주 지진으로 국민의 원전 안전에 대한 우려와 원자력 안전에 대한 국민적 관심이 높아지면서, 원자력정책 결정 시 소통의 중요성이 더욱 강조되고 있다. 신규원전 건설, 방사성폐기물 관리시설 부지선정 등 지역사회 갈등이 예상되는 현안에 대해서는 양방향 소통이 더욱 필요하다. 
따라서 제5차 계획은 국민과 소통에 기반을 둔 원자력정책 추진을 기조로 한다. 원자력정책에 대한 소통·상생 협력을 전개하기 위해, 원전운영 및 건설지역의 여론을 수렴하여 원전과 지역이 공존하는 상생발전·협력모델을 정립하고 지역주민에게 실질적으로 혜택이 가는 방향으로 지원제도를 개선하는 등 지역사회와의 상생·발전을 위한 제도를 개선하는 것에 초점을 두고 있다.  
또한 경제적이고 환경친화적인 에너지원인 원자력의 중요성이 증대됨에 따라, 국제원자력기구(IAEA), 아태원자력협력협정(RCA) 등 원자력 국제기구에 대한 재정·기술적 지원 확대와 핵안보·핵비확산 관련 다자협의체의 적극적 참여를 통해, 국제 원자력사회 기여와 역할을 확대하는 방향으로 정책이 진행되고 있다.   